# Käringtjärnen (Östmarks socken, Värmland)
Käringtjärnen är en sjö i Torsby kommun i Värmland och ingår i Göta älvs huvudavrinningsområde.